# Eleição municipal de Mairiporã em 2020
A eleição municipal de Mairiporã em 2020 aconteceu no dia 15 de novembro do mesmo ano para eleger o prefeito, o vice-prefeito e 13 vereadores, o que poderia chegar a 17 vereadores para a Câmara Legislativa conforme a Constituição Federal (art. 29, IV) do município de Mairiporã, no Estado de São Paulo, no Brasil
O município não terá segundo turno pois possui somente 101.937 habitantes, e a Constituição Federal (art. 29, II) determina que deve haver eleição em segundo turno para o Poder Executivo se nenhum dos candidatos conseguir, no primeiro turno, mais da metade dos votos válidos. Nessa circunstância, as duas chapas mais votadas no primeiro turno disputarão o segundo. Mas tudo somente para os municípios com mais de 200 mil eleitores.

## Antecedentes

### Eleição municipal de 2016
Nas eleições municipais de 2016, o município tinha 5 candidatos a prefeito, cada um representando um partido. O Aiacyda (PSDB) foi a pessoa que mais votos recebeu (23.817 / 56,12% votos válidos), e o Dr. Márcio Pampuri (PV) recebeu um quarto dos votos (10.882 / 25,64% votos válidos), ficando em segundo lugar entre os candidatos a prefeito mais votados. Se candidataram também o comerciante Walid Ali Hamid (conhecido como Aladim) (PSC) (7.081 / 16,68% votos válidos), o filho do ex-prefeito Jairzinho Campos (PT) (663 / 1,56% votos válidos) e o José Hélio (PSOL) (0 / 0,00% votos válidos).
Foram ao todo 42.443 votos válidos, 1.770 / 3,70% votos em branco e 3.645 / 7,62% votos nulos, totalizando 47.858 votos. Se abstiveram de votar um total de 12.087 / 20,16% das pessoas, o que totalizaria 59.945 pessoas aptas a votarem num candidato a prefeito.

### Governo Aiacyda
Sobre o clima eleitoral em Mairiporã, o candidato Aiacyda, eleito prefeito do município em três eleições distintas, tem seu mandato questionado pelo presidente da câmara, que usou de uma sessão para pedir a cassação dele - isso depois que fora instalados os semáforos entre a Tabelião Passarela e a rua Antônio de Oliveira e a câmara apontou crimes de improbidade administrativa e abuso de poder em relatório enviado ao Ministério Público, ao GAECO (Grupo de Atuação Especial de Combate ao Crime Organizado) e também ao TCE-SP (Tribunal de Contas do Estado de São Paulo).

### Eleições gerais de 2018
No primeiro turno das eleições presidenciais, Jair Messias Bolsonaro (PSL) recebeu 24.593 votos (57,60%) e Fernando Haddad (PT) recebeu 5.566 votos (13,04%) dos eleitores mairiporenses. Os demais 12.540 votos válidos se dividiram entre os demais candidatos a presidente. Nas eleições para o governo de São Paulo, João Doria (PSDB) recebeu 13.548 votos (37,17%) e Márcio França (PSB) recebeu 8.149 votos (22,36%).
Já no segundo turno, Jair Messias Bolsonaro (PSL) recebeu 30.283 votos (73,81%) e Fernando Haddad (PT) recebeu 10.743 votos (26,19%) dos eleitores mairiporenses. Nas eleições para o governo de São Paulo, Márcio França (PSB) recebeu 16.778 votos (43,95%), enquanto João Doria (PSDB) recebeu 21.395 votos (56,05%) dos eleitores mairiporenses.

## Impacto da COVID-19

### Contexto histórico
Originalmente, o primeiro e o segundo turno das eleições estavam previstos para acontecer, respectivamente, nos dias 4 de outubro e 25 de outubro, mas em razão da pandemia, o congresso nacional promulgou, em 2 de julho de 2020, a emenda constitucional de n° 107 que adiou as eleições. Dessa forma, as eleições municipais previstas para outubro de 2020 realizaram-se no dia 15 de novembro, em primeiro turno, e no dia 29 de novembro de 2020, em segundo turno, onde houver. E o Tribunal Superior Eleitoral (TSE) autorizou os partidos a realizarem as convenções para escolha de candidatos aos escrutínios por meio de plataformas digitais de transmissão, para evitar aglomerações que possam proliferar o coronavírus. Alguns partidos recorreram a mídias digitais para lançar suas pré-candidaturas. 

### Cadastramento biométrico
Além disso, seria o primeiro ano em que os eleitores utilizam de biometria para se identificar mas, apesar de a identificação biométrica ter sido lançada no município desde 4 de fevereiro de 2019 e ter sido estendida até 19 de dezembro de 2019, até 1 de agosto de 2020 foram cadastrados 52.482 (82,29%) dos 63.775 eleitores do município, no entanto, o presidente do Tribunal Superior Eleitoral, ministro Luís Roberto Barroso seguirá recomendação dada pelos infectologistas que prestam consultoria sanitária para as eleições municipais excluindo a necessidade da identificação biométrica.
Nos dois dias a votação será das 7h às 17h, mas o horário entre 7h e 10h será preferencial para maiores de 60 anos.

## Contexto eleitoral

### Proibição de coligações
Além disso, a partir deste pleito, será colocada em prática a Emenda Constitucional 97/2017, que proíbe a celebração de coligações partidárias para as eleições legislativas, o que pode gerar um inchaço de candidatos ao legislativo. Conforme reportagem publicada pelo jornal Brasil de Fato em 11 de fevereiro de 2020, o país poderá ultrapassar a marca de 1 milhão de candidatos a prefeito, vice-prefeito e vereador neste escrutínio.

### Cláusula de barreira
Nesta eleição entrará em vigor a regra da "cláusula de barreira". Os partidos teriam de obter, nas eleições para a Câmara dos Deputados de 2018, pelo menos 1,5% dos votos válidos, em ao menos um terço das unidades da federação, com ao menos 1% dos votos válidos em cada uma delas; ou ter eleito pelo menos 9 deputados, distribuídos em ao menos, um terço das unidades da federação. Os partidos que não atingiram estes números podem ficar sem receber o financiamento do fundo partidário, além de não terem direito ao tempo de TV. Portanto os seguintes partidos serão afetados: UP, PCO, PCB, PSTU, REDE, PMN, PMB, DC, PTC e PRTB.

## Desafios do novo prefeito

### Licitação da empresa de ônibus
Em 25 de agosto de 2020, o prefeito Aiacyda firmou um contrato de R$8,84 milhões com a empresa Eduardo Medeiros Transportes Ltda. que vencerá aproximadamente em 21 de fevereiro de 2021, quando o novo prefeito deverá abrir uma licitação para a contratação da nova empresa de ônibus.

### Outros desafios
Saúde ruim, mobilidade urbana caótica, saneamento básico ‘zero’, segurança precária e uma economia decadente. O saneamento básico em Mairiporã é uma vergonha. O distrito de Terra Preta, para um exemplo definitivo, tem 30 mil habitantes e nenhum centímetro de rede de esgoto. Dezenas de bairros ainda recebem água através de caminhão-pipa e esse quadro resulta, sempre, em aumento nos atendimentos através dos postos de saúde.

## Campanhas

### Regras
Esse ano, os candidatos poderão gastar até 13,9% a mais em relação aos gastos permitidos para as eleições de 2016, percentual que corresponde à inflação acumulada do período. E, apesar de não estar ligado diretamente ao gasto de campanha, os candidatos só poderão agora autofinanciar, ou seja, doar para sua própria campanha apenas 10% dos gastos permitidos.
Por outro lado, os gastos que o partido ou o candidato a prefeito tiver com outros candidatos com materiais de campanha, por exemplo, entrarão como despesas desses candidatos, mesmo que na conta deles não seja feita nenhuma movimentação.
Enquanto na eleição de 2016, os candidatos a prefeito do município de Mairiporã podiam gastar somente R$ 272 456,64, nestas eleições eles poderão gastar somente R$ 310 381,00. Enquanto na eleição de 2016, os candidatos a vereador podiam utilizar somente R$54.190,89. nestas eleições eles poderão utilizar somente R$61.734,00.

### Apoios
- A campanha do candidato Major Paulo (Patriota) recebeu apoio da Carla Zambelli (PSL), visto que o pai da parlamentar, João Hélio Salgado, é vice na chapa; para vereador a parlamentar apoiou a cunhada Tatiana Castro Flores Zambelli Salgado (PTB)[24] e do deputado federal Guiga Peixoto.
- As campanhas do candidato para prefeito Walid Ali Hamid / Aladim (PSDB) e do candidato a reeleição para vereador Pastor Cícero (PSC) receberam apoio das Assembleias de Deus do Ministério Belém do município.

## Candidatos a prefeito
Fonte: TSE
| - PSDB - PL - PODE - DEM | - PV - PROS - REDE - PSL |

| - Patriota - PTB | - PSC - PRTB |

Dos candidatos a prefeito, somente Antônio Aiacyda e Aladim já foram vereadores de Mairiporã.

### Antônio Aiacyda
Natural de Mairiporã, Aiacyda nasceu em 4 de outubro de 1949. Começou sua trajetória no município como comerciante em um supermercado homônimo.
Enquanto político, foi vereador por três vezes e por outras três foi eleito prefeito do município de Mairiporã, tendo inúmeros questionamentos em seus mandatos dentre eles o superfaturamento da merenda.

### Aladim
Aladim nasceu em Beirute (Líbano), em 15 de setembro de 1981. Enquanto político, já se candidatou a diversos cargos, tendo exercido apenas o cargo de vereador de 2009 a 2012, depois de 2012 a 2016. Nos anos em que foi vereador, foi autor de pelo menos 40 projetos, alguns desses aprovados.

### Mudança
| Candidato                 | Cargo         | Partido | Situação   | Ref..  |
| ------------------------- | ------------- | ------- | ---------- | ------ |
| Débora Lopes Braga (Dra.) | Vice-prefeita | PROS    | Desistente |        |
| Débora Lopes Braga (Dra.) | Vereadora     | DEM     | Suplente   | [ 27 ] |

## Pesquisas

### Intenção de voto
| Fonte                  | Registro TSE   | Data(s) conduzida(s) | Amostra | Tipo       | Aladim PSDB | Aiacyda PSD    | Dona Francisca PT | Major Paulo Patriota | José Hélio Solidariedade | Manoelino Cordeiro DC | Solange Theodoro PDT | Abst. / Indec. | Brancos ou Nulos | Margem de Erro | Conf. | Ref.   |    |    |    |    |    |     |     |    |  |        |
| ---------------------- | -------------- | -------------------- | ------- | ---------- | ----------- | -------------- | ----------------- | -------------------- | ------------------------ | --------------------- | -------------------- | -------------- | ---------------- | -------------- | ----- | ------ | -- | -- | -- | -- | -- | --- | --- | -- |  | ------ |
| Fonte                  | Registro TSE   | Data(s) conduzida(s) | Amostra | Tipo       | ABC Dados   | SP-02089/ 2020 | 5/out/2020        | 400                  | Estimulado               | 46%                   | 30%                  | Abst. / Indec. | Brancos ou Nulos | Margem de Erro | Conf. | Ref.   | 3% | 3% | 1% | 1% | 1% | 12% | 10% | 5% |  | [ 28 ] |
| Correio Juquery GovNet | SP-03533/ 2020 | 3-7/nov/2020         | 400     | Estimulado | 49,09%      | 33,09%         | 3,39%             | 13,29%               | 0,19%                    | 0,29%                 | 0,69%                | 23,5%          | 8,8%             | 4,9%           | 95%   | [ 29 ] |    |    |    |    |    |     |     |    |  |        |

### Rejeição
| Fonte                  | Registro TSE   | Data(s) conduzida(s) | Amostra | Tipo       | Aladim PSDB | Aiacyda PSD    | Dona Francisca PT | Major Paulo Patriota | José Hélio Solidariedade | Manoelino Cordeiro DC | Solange Theodoro PDT | Abst. / Indec. | Brancos ou Nulos | Margem de Erro | Conf. | Ref.          |      |    |      |      |      |     |      |    |  |        |
| ---------------------- | -------------- | -------------------- | ------- | ---------- | ----------- | -------------- | ----------------- | -------------------- | ------------------------ | --------------------- | -------------------- | -------------- | ---------------- | -------------- | ----- | ------------- | ---- | -- | ---- | ---- | ---- | --- | ---- | -- |  | ------ |
| Fonte                  | Registro TSE   | Data(s) conduzida(s) | Amostra | Tipo       | ABC Dados   | SP-02089/ 2020 | 5/out/2020        | 400                  | Estimulado               | 30%                   | 46%                  | Abst. / Indec. | Brancos ou Nulos | Margem de Erro | Conf. | Ref.          | 0,2% | 3% | 0,2% | 0,2% | 0,2% | 20% | 0,2% | 5% |  | [ 28 ] |
| Correio Juquery GovNet | SP-03533/ 2020 | 3-7/nov/2020         | 400     | Estimulado | 15%         | 28,8%          | 3,5%              | 5%                   | 2,5%                     | 3,5%                  | 1,8%                 | 23,5%          | 8,8%             | 4,9%           | 95%   | [ 29 ] [ 30 ] |      |    |      |      |      |     |      |    |  |        |

## Logística

### Preparatório das urnas
Foi no dia 4 de novembro de 2020, quando iniciou-se o preparativo das urnas eletrônicas. Esse preparativo é chamado de ‘inseminação’ das urnas, com os nomes dos candidatos e dos eleitores. Depois disso serão realizados testes lógicos e físicos nas urnas, para verificar o funcionamento do sistema, com som, imagem e impressão. Se não apresentarem falhas, os equipamentos serão lacrados e assinados pela autoridade eleitoral e pelos fiscais e representantes dos partidos e coligações. Essa etapa confere a lisura do processo eleitoral e garante que as urnas, inclusive as reservas, estarão prontas para uso. Uma vez lacradas, só entram em operação na data do pleito. 
Em Mairiporã, segundo o Cartório Eleitoral, são 179 urnas de votação e outras 20 urnas de contingência (reserva).

### Convocações e voluntariado
Nas eleições de 2020, foram chamadas para trabalhar, 692 pessoas para desempenhar as funções de mesários e auxiliares de apoio logístico.

## Resultado

### Prefeito
| Pos.                     | N°                       | Candidato(a)                              | Vice                             | 1º turno 15 de novembro | 1º turno 15 de novembro |
| Pos.                     | N°                       | Candidato(a)                              | Vice                             | Total                   | Porcentagem             |
| ------------------------ | ------------------------ | ----------------------------------------- | -------------------------------- | ----------------------- | ----------------------- |
| 1°                       | 45                       | Walid Ali Hamid (Aladim)                  | Wilson Rogério Rondina (Sorriso) | 21 315                  | 50,19%                  |
| 2°                       | 55                       | Antônio Shigueyuki Aiacyda                | Manoel Ricardo Ruiz (Chinão)     | 15 439                  | 36,36%                  |
| 3°                       | 51                       | Major Paulo Sérgio da Silva               | João Hélio Salgado               | 4 173                   | 9,83%                   |
| 4°                       | 13                       | Maria Francisca de Oliveira Borali (Dona) | Profº Selvino Fachini            | 911                     | 2,15%                   |
| 5°                       | 12                       | Solange Maria Theodoro                    | Maurício Luiz Favero             | 363                     | 0,85%                   |
| 6°                       | 27                       | Manoelino Cordeiro dos Santos             | Jarbas de Oliveira Alves         | 197                     | 0,46%                   |
| 7°                       | 77                       | José Hélio Teixeira Santos                | Sidinei Marques                  | 67                      | 0,12%                   |
| → Total de votos válidos | → Total de votos válidos | → Total de votos válidos                  | → Total de votos válidos         | 42 465                  | 89,79%                  |
| → Votos em branco        | → Votos em branco        | → Votos em branco                         | → Votos em branco                | 1 800                   | 3,80%                   |
| → Votos nulos            | → Votos nulos            | → Votos nulos                             | → Votos nulos                    | 3 031                   | 6,41%                   |
| Total                    | Total                    | Total                                     | Total                            | 47 296                  | 74,16%                  |
| Abstenções               | Abstenções               | Abstenções                                | Abstenções                       | 16 479                  | 25,84%                  |
| Total de inscritos       | Total de inscritos       | Total de inscritos                        | Total de inscritos               | 63 775                  | 100%                    |

O eleitor demonstrou, com o resultado, sua insatisfação com o governo do prefeito Aiacyda, que cometeu muitos erros, dentre os quais: privilegiar apenas os correligionários e protagonizar ações que culminaram em ações judiciais e outras que ainda seriam alvo de investigação do Ministério Público. Dentre os casos que seriam alvo de investigação, podemos citar o caso da instalação de semáforos na principal avenida da cidade, que não funciona, cujo equipamento custou R$ 500 mil aos cofres públicos.
O descaso com o funcionalismo público, que mais uma vez, em governo do mesmo prefeito, não conseguiu o Plano de Cargos, Carreiras e Salários, dentre outras questões, também foi fator determinante para a sua derrota.

### Vereadores
| N°                            | Candidato(a)                                     | Partido                       | 1º turno 15 de novembro | 1º turno 15 de novembro |
| N°                            | Candidato(a)                                     | Partido                       | Total                   | Porcentagem             |
| ----------------------------- | ------------------------------------------------ | ----------------------------- | ----------------------- | ----------------------- |
| 1                             | Valdeci Fernandes (América)                      | Republicanos                  | 1 468                   | 3,49%                   |
| 1                             | Ruty de Freitas Cunha                            | Republicanos                  | 502                     | 1,19%                   |
| 2                             | Marcinho Alexandre Emídio de Oliveira (da Serra) | PSD                           | 1 098                   | 2,61%                   |
| 2                             | Renato Luís Fontes Cardoso (Professor)           | PSD                           | 638                     | 1,52%                   |
| 3                             | Nilber Rosemberg Ladeira de Souza                | PL                            | 880                     | 2,09%                   |
| 4                             | José Correa da Silva Neto (Barzil)               | PSDB                          | 877                     | 2,09%                   |
| 5                             | Juvenildo de Oliveira Dantas                     | PSDB                          | 844                     | 2,01%                   |
| 6                             | Leila Aparecida Ravázio                          | PSB                           | 822                     | 1,96%                   |
| 7                             | Marco Antônio Ribeiro Santos                     | PSD                           | 771                     | 1,83%                   |
| 8                             | Rubens Alves (Sargento Rubão)                    | PL                            | 767                     | 1,82%                   |
| 8                             | Cícero Pereira dos Santos (Pastor)               | PL                            | 604                     | 1,44%                   |
| 9                             | Ricardo Messias Barbosa                          | PSDB                          | 721                     | 1,71%                   |
| 10                            | Fernando Rachas Ribeiro (Doutor)                 | PSB                           | 709                     | 1,69%                   |
| 11                            | Doriedson Antonio da Silva Freitas               | REDE                          | 677                     | 1,61%                   |
| 12                            | Eliomar da Silva Oliveira (Policial)             | Republicanos                  | 643                     | 1,53%                   |
| 13                            | Fernando Cesar Brilha Brandão (do Turismo)       | DEM                           | 426                     | 1,01%                   |
| 13                            | Gilberto Tadeu de Freitas (Sensei)               | DEM                           | 361                     | 0,86%                   |
| → Outros (não listados acima) | → Outros (não listados acima)                    | → Outros (não listados acima) | 39 938                  | 52,24%                  |
| → Total de votos válidos      | → Total de votos válidos                         | → Total de votos válidos      | 52 746                  | 82,70%                  |
| → Votos em branco             | → Votos em branco                                | → Votos em branco             | 2 514                   | 3,94%                   |
| → Votos nulos                 | → Votos nulos                                    | → Votos nulos                 | 2 739                   | 4,29%                   |
| Total                         | Total                                            | Total                         | 57 999                  | 90,94%                  |
| Abstenções                    | Abstenções                                       | Abstenções                    | 5 776                   | 9,05%                   |
| Total de inscritos            | Total de inscritos                               | Total de inscritos            | 63 775                  | 100%                    |

## Controvérsias
"Possível fraude"
Após ver o pai, João Hélio Salgado, que disputou o cargo de vice-prefeito, terminar em terceiro lugar, a deputada federal Carla Zambelli (PSL – SP) alegou, pelas redes sociais, uma “possível fraude” no Tribunal Superior Eleitoral (TSE) envolvendo as eleições municipais. A deputada disse: "O que houve com os conservadores? Erramos, nos pulverizamos ou sofremos uma fraude monumental?" (...) A nossa chapa em Mairiporã está em terceiro e assim deve ser o resultado final. O atual prefeito e o que está na frente gastaram milhões do fundo eleitoral, do seu dinheiro. Nós gastamos menos cem mil reais. O milhão e a POSSÍVEL fraude no TSE contra o tostão." O pai de Zambelli, João Hélio Salgado (Patriota), disputou a vice-prefeitura de Mairiporã e ficou em terceiro lugar com 4.173 votos. Também em Mairiporã, a cunhada da parlamentar, Tatiana Castro Flores Zambelli (PTB) disputou o pleito para vereadora e conseguiu apenas 190 votos.